# ناثانيل إدوين هاريس
ناثانيل إدوين هاريس (بالإنجليزية: Nathaniel Edwin Harris)‏ هو محامي وقاضي وسياسي أمريكي، ولد في 21 يناير 1846 في جونزبورو في الولايات المتحدة، وتوفي في 21 سبتمبر 1929 في الولايات المتحدة. حزبياً، نشط في الحزب الديمقراطي. وقد انتخب حاكم جورجيا ‏ وانتخب عضو مجلس نواب جورجيا.